# Zhang Yihe
Zhang Yihe (ur. 1942 w Chongqing) – chińska pisarka, dysydentka, ofiara zbrodni maoistowskich.

## Życiorys
Jej rodzina pochodziła z prowincji Anhui. Ojciec, Zhang Bojun (założyciel Chińskiej Ligi Demokratycznej oraz szósty przewodniczący Chłopsko-Robotniczej Demokratycznej Partii Chin), został nazwany przez maoistów chińskim prawicowcem numer jeden. W czasie rewolucji kulturalnej kilkudziesięciu hunwejbinów wdarło się do domu jej rodziców, pobili ich i poniżali. Na 33 ciężarówkach wywieziono ponad 200.000 książek, kaligrafii i antyków. W ich domu zamieszkali czerwonogwardziści, a rodzice musieli przenieść się do stróżówki. W więzieniach spędziła łącznie dziewięć lat. Trzy jej publikacje trafiły na listę książek zakazanych w Chinach: Past Stories of Peking Opera Stars, The Past is Not Like Smoke i A Memoir of Ma Lianliang.  
Jest absolwentką Narodowej Akademii Chińskich Sztuk Teatralnych. Obecnie mieszka w Pekinie. Pisze od lat 80. XX wieku. 
W swoich publikacjach uświadamia czytelników o przebiegu rewolucji kulturalnej i kultywuje pamięć o komunistycznych zbrodniach w Chinach. Jest zwolenniczką przyznania się przez partię do zbrodni tamtego okresu i rozliczenia się przez nią z czasów rewolucji kulturalnej i wielkiego skoku - ukuła własną definicję w tym zakresie - rewolucja według niej to obejmujące cały kraj zbrodnicze działania, kierowane przez złych przywódców, które miały zaszkodzić masom i zniszczyć kulturę. 